# Maksym (Rubierowski)
Maksym, imię świeckie: Michaił Iwanowicz Rubierowski (ur. 13 października?/25 października 1878, wieś Piestiaki, ujezd gorochowiecki, zm. 23 listopada 1937 w Żytomierzu) – rosyjski biskup prawosławny.

## Życiorys
Ukończył seminarium duchowne we Włodzimierzu nad Klaźmą i Moskiewską Akademię Duchowną z tytułem kandydata nauk teologicznych (1914). W roku uzyskania dyplomu złożył wieczyste śluby mnisze, po czym został wyświęcony na hierodiakona i hieromnicha. Został skierowany do pracy w szkole duchownej w Żytomierzu. Od 1916 był inspektorem Wołyńskiego Seminarium Duchownego (także w Żytomierzu).
W 1923 został wyświęcony na biskupa podolskiego, wikariusza eparchii wołyńskiej. W 1927 władze radzieckie zmusiły go do wyjazdu do Charkowa, gdzie przebywał przez rok bez prawa zmiany miejsca zamieszkania. W 1929 otrzymał godność biskupa wołyńskiego. W tym samym roku został aresztowany i skazany na trzyletnią zsyłkę do obwodu tobolskiego.
Po odbyciu kary wrócił do Żytomierza. Chociaż w 1934 ordynariuszem eparchii wołyńskiej został mianowany Filaret (Linczewski), faktycznie to biskup Maksym kierował istniejącymi jeszcze strukturami prawosławnymi, jako dobrze zorientowany w sytuacji prawosławnych w mieście. Biskup Filaret był ponadto nielubiany przez duchowieństwo i faktycznie przebywał stale w Kijowie.
W sierpniu 1937 aresztowany ponownie, oskarżony o szpiegostwo i dywersję, zginął w masowych egzekucjach duchowieństwa prawosławnego na Wołyniu, rozstrzelany w Żytomierzu razem z dwustoma innymi duchownymi.